# Bobastro

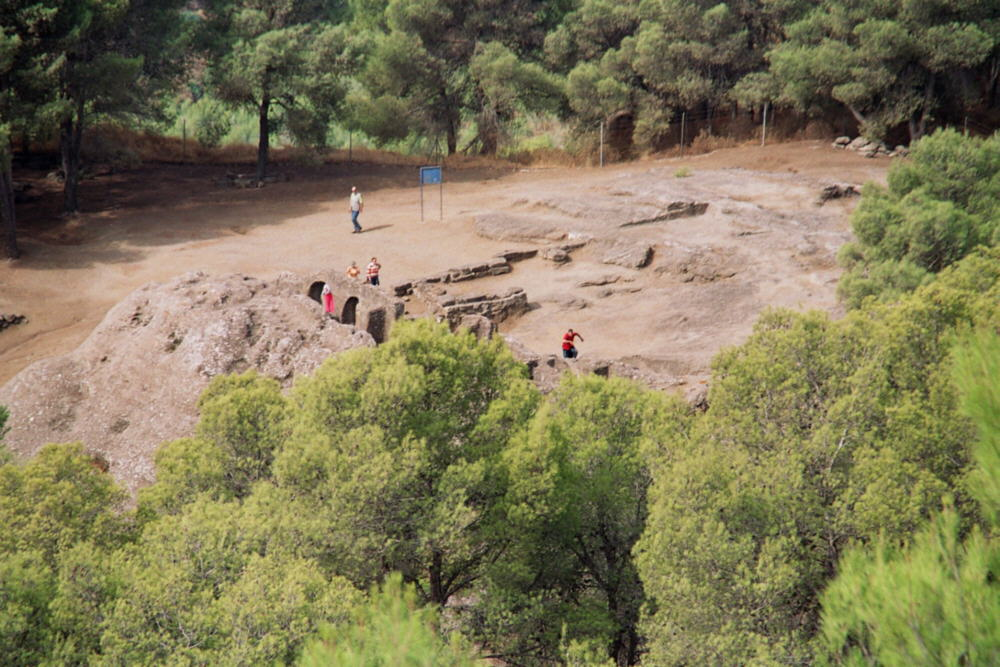
Mozarabische Felsenkirche, Bobastro

Bobastro ist eine ehemalige Stadt bzw. Festung im Süden Spaniens auf dem Gebiet der heutigen Gemeinde Ardales, die in der maurischen Zeit eine historische Rolle spielte: Bobastro (in der andalusischen Provinz Málaga, Comarca de Antequera) war das Hauptquartier des gegen das Emirat von Córdoba rebellierenden Umar ibn Hafsun und seiner Nachfolger bis zum Jahr 928.